# Ol' Man River (brano musicale)
Ol' Man River (musiche di Jerome Kern, testi di Oscar Hammerstein II) è una canzone nel 1927 dal musical Show Boat che contrappone le lotte e le fatiche degli afroamericani all'infinito flusso, incurante, del fiume Mississippi; viene cantata dal punto di vista di uno scaricatore nero sullo Showboat, ed è la più famosa canzone dallo spettacolo. Destinata ad essere eseguita in un tempo lento, è cantata completa una sola volta nel musical, durante la prima scena, dallo scaricatore "Joe" che viaggia con la barca mentre nella versione teatrale si sente più di quattro volte in brevi riprese. Joe ha come la funzione di una specie di coro greco fatto da un uomo soltanto e la canzone, quando ripresa, commenta ogni azione, come per dire, "È successo questo, ma il fiume continua a rotolare su ogni caso."
La canzone è importante per diversi motivi: la melodia lirica in scala pentatonica, il tema della fatica e delle classi sociali, la metafora del Mississippi, e la presenza di un basso solo (raro nei musical, essendo l'assolo del baritono o del tenore molto più comune).
Paul Whiteman e la sua orchestra fece una registrazione di successo della canzone cantata nel 1928 ad un ritmo molto più veloce di quello che Kern e Hammerstein intendevano, con Bing Crosby cantante e Bix Beiderbecke alla tromba. Una seconda versione di Paul Whiteman con il cantante basso Paul Robeson e cantata in tempo di danza, è stato inserita nella Grammy Hall of Fame nel 2006. Inoltre, nel 2004, la versione di Robeson è finita al 24º posto nella lista AFI's 100 Years...100 Songs, nell'indagine dei migliori brani del cinema americano.

## Varie versioni
La canzone fu eseguita per la prima volta nella produzione teatrale originale di Show Boat il 27 dicembre 1927, da Jules Bledsoe, che la cantò anche nel film semi parlato del 1929, anche se la versione cinematografica aveva poco a che fare con il musical teatrale. Bledsoe registrò anche la canzone anni dopo. Tuttavia, la più famosa interpretazione della stessa, ancora oggi molto nota, fu cantata da Paul Robeson nella classica versione del 1936 del film di James Whale, Show Boat. (Robeson aveva eseguito precedentemente la canzone nella produzione dello spettacolo di Londra del 1928 e nel 1932 nella ripresa a Broadway.) La prima registrazione nota della canzone era di Kenn Sisson e la sua orchestra, registrata il 27 dicembre 1927, con Irving Kaufman come cantante. La canzone divenne un classico americano, ed è stata eseguita da molti musicisti e gruppi musicali, tra cui Paul Whiteman e la sua orchestra, Bix Beiderbecke, Bing Crosby, Frank Sinatra, Harry James, Gordon MacRae, Robert Merrill, Sam Cooke, Sammy Davis Jr., Al Jolson, Screamin Jay Hawkins, Cilla Black, Melanie, Django Reinhardt, Ray Charles, Cher, Jim Croce, Jimmy Ricks e Ravens, The Beach Boys, Chet Atkins e Jerry Reed, The Jeff Beck Group , Muslim Magomayev, Aretha Franklin, e Al Hirt. William Warfield ha cantato nella versione cinematografica del 1951 in Technicolor di Show Boat in un'altra interpretazione che diventò molto famosa (Divenne la sua canzone-firma, e si esibì più volte in televisione e in varie riprese teatrali di Show Boat). Melvin Franklin, il famoso cantante basso di The Temptations, la eseguì in moltissimi concerti, facendola diventare alla fine la sua canzone-firma. Judy Garland, una delle poche donne a cimentarsi con la canzone, cantò una potente esecuzione nel suo show televisivo del 1963, seguita da una registrazione in studio. Un cantante indiano, Bhupen Hazarika, aveva anche cantato una versione nel suo nativo assamese chiamata O Ganga tu behti hai kyon. Cilla Black ha rilasciato una versione jazz della canzone per il suo primo album nel 1965 Cilla che Bing Crosby in seguito ha descritto come la migliore versione che avesse mai sentito.
Tra i cantanti meno noti che hanno eseguito la canzone in televisione, il basso-baritono Dan Travis, Jr. ha cantato nella trasmissione televisiva: Ziegfeld: The Man and His Women (1978), e P.L. Brown l'ha cantata nella versione del 1989 Paper Mill Playhouse di Show Boat, che è stato trasmesso dalla PBS.

## Trasformare una melodia allegra in una tragica
Dal numero di apertura dello spettacolo "Cotton Blossom", le note della frase "Cotton Blossom, Cotton Blossom" sono le stesse note di quelle nella frase "Ol' Man River, dat Ol' Man River", ma invertite. Tuttavia, "Cotton Blossom" era stato scritto prima, e "Ol' Man River" è stato scritto solo dopo che Kern e Hammerstein si erano resi conto di aver bisogno di una canzone per terminare la prima scena nello spettacolo. Hammerstein decise di utilizzare l'idea del fiume Mississippi come base per la canzone, e disse a Kern di utilizzare la melodia che gli scaricatori cantano in "Cotton Blossom", ma invertendo qualche cosa, e rallentando il ritmo. Questa inversione diede ad "Ol' Man River" una qualità tragica.
L'anno era il 1927, e pochi previdero che la canzone di seconda generazione sarebbe diventata così popolare nei ruggenti anni Venti, che aveva canzoni più leggere, come "Yes! We Have No Bananas" (1923).

## Cambiamenti di Paul Robeson ai versi della canzone
A partire circa dal 1938, e continuando fino alla fine della sua carriera, Paul Robeson cambiò alcuni dei versi di "Ol' Man River" mentre cantava nei recital, anche se mai negli spettacoli teatrali di Show Boat, e non nella versione per il cinema del 1936. (In aggiunta alle produzioni teatrali del 1928 e 1932, così come nella versione cinematografica del 1936, comparve anche in un revival teatrale del 1940 a Los Angeles). Fatta eccezione per il cambio della parola "negri" a "neri", il testo della canzone che Robeson eseguì nella versione cinematografica dello spettacolo del 1936 rimangono esattamente come Oscar Hammerstein II li aveva originariamente scritti nel 1927. Tuttavia, dopo il 1938, Robeson volle registrare la canzone solo con i versi che aveva usato nei suoi recital concerto post-1936.
Nello spettacolo individuale del 1978 Paul Robeson, di Phillip Hayes Dean, c'è un (forse fittizio) riferimento al cambiamento nei testi, un intervistatore invisibile chiede a Robeson (interpretato da James Earl Jones) dei testi originali e lui risponde "No, io non canto più in questo modo".
Nella versione cinematografica del 1951 di Show Boat, così come nella registrazione in studio del 1962 e nella ripresa dello spettacolo nel 1966 al Lincoln Center, William Warfield ha cantato solo la strofa introduttiva e il testo della parte principale della canzone e omesso quello che poteva essere considerato una sezione controversa, in contrasto sia con Jules Bledsoe (che aveva cantato nel prologo della versione cinematografica 1929) e Robeson (che aveva cantato tutta la canzone nel film del 1936). La parte che Warfield aveva omesso inizia:
Tutti i Negri lavorano sul Mississippi, 
Tutti i Negri lavorano, mentre la gente bianca gioca...
Nel film del 1936 la parola "negri" era stata cambiata in "neri". Fin dal 1946 il termine era stato cambiato in "gente di colore", anche se ci sono state riprese che cambiano i versi di Qui abbiamo tutti i lavori sul Mississippi, / Qui abbiamo tutto il lavoro, mentre i bianchi giocano. Al Jolson ha cantato una versione che inizia con "un sacco di gente lavora sul Mississippi." Inoltre, la frase "temuto di morire" (piuttosto che "paura di morire"), veniva cantata in alcune registrazioni, in particolare nella versione del 1930 di Lawrence Tibbett e nella versione del 1950 (prima sentita in The Railroad Hour) di Gordon MacRae e la esecuzione del 1946 di Frank Sinatra, sentita nel film Till the Clouds Roll By.
Le variazioni del 1938 di Robeson nei testi della canzone sono le seguenti:
- Invece di: "Dere's an ol' man called de Mississippi, / Dat's de ol' man that I'd like to be..." Robeson cantava "There's an ol' man called the Mississippi, / That's the ol' man I don't like to be"..."
- Invece di "Tote that barge! / Lift that bale! / Git a little drunk, / An' you land in jail...", Robeson cantava "Tote that barge and lift dat bale!/ You show a little grit / And you lands in jail."
- Invece di "Ah gits weary / An' sick of tryin'; / Ah'm tired of livin' / An skeered of dyin', / But Ol' Man River, /  He'll just keep rollin' along!", Robeson cantava "But I keeps laffin'/ Instead of cryin' / I must keep fightin'; / Until I'm dyin', / And Ol' Man River, / He'll just keep rollin' along!".[11] Nella scena 7 del secondo atto dello spettacolo, Joe fa cantare questa strofa, ma invece di cantare "I must keep fightin' until I'm dyin", canta "I must keep livin' until I'm dyin,/ But Ol' Man River,/ He jes' keeps rollin' along!" Secondo l'album del 1988 della EMI di Show Boat, questi sono i testi autentici di Hammerstein per questa edizione.

Nei recital ed in molte delle sue registrazioni della canzone, Robeson ha anche omesso la sezione controversa "I Negri Tutti lavorano sul Mississippi ...", ecc, con la sua parte centrale "Don't look up/ An' don't look down/ You don't dast make / De white boss frown", ecc. così come il suo conclusivo "Lasciami andare via dal Mississippi / Lasciami andare via dal capo bianco, etc.". Tuttavia, Robeson ha incluso una parte di questi testi nella registrazione del 1932 a 78 giri di selezioni da Show Boat.
Le modifiche di Robeson ai testi sono state cantate solo da lui e da nessun altro cantante, anche se una clip esistente di William Warfield, cantante ormai scomparso, in una delle sue ultime apparizioni, ha cantato la canzone con i cambiamenti che Robeson aveva inserito.
Le variazioni di interpretazione nei concerti di Robeson della canzone spostano la rappresentazione di Joe lontano da un personaggio rassegnato e triste soggetto alle forze del suo mondo, verso qualcuno che è eternamente potente e in grado di resistere anche attraverso le circostanze più difficili.
Lawrence Tibbett, nelle sue esecuzioni della canzone, ha usato la parola "negri". Frank Sinatra notoriamente cambiò "Tutti i negri lavorano sul Mississippi ..." in "Tutti qui lavoriamo sul Mississippi ..." in una versione della canzone che ha registrato dopo il 1946. La sua esecuzione del 1946 aveva omesso questa parte completamente.
The Temptations cambiarono ogni riferimento all' "uomo bianco capo" in "uomo ricco capo", così come "Qui noi tutti lavoriamo, mentre i ragazzi bianchi giocano" in "Qui noi tutti lavoriamo, mentre i ragazzi ricchi giocano".
Nel 1988, la EMI/Angel Records pubblicò un set di 3 CD della colonna sonora completa di Show Boat, interpretato da Frederica von Stade, Jerry Hadley, Teresa Stratas, e Bruce Hubbard, diretto da John McGlinn. In questo album, i versi originali del 1927 di Ol' Man River si ascoltarono per la prima volta in una registrazione stereo hi-fi.
La versione di Gordon MacRae della canzone, come effettuata su The Railroad Hour, cambiò la frase uomo bianco capo in grande boss.

## Parodie e note varie
- Una versione parodia fu trasmessa sulla  CBS Radio da Stan Freberg e Daws Butler nel 1957, dal titolo "Elderly Man River." La parodia era una satira di quello che sarebbe oggi definito "politicamente corretto" presentando un censore moralista del "Citizen's Radio Board" che interrompe più volte l'interpretazione di Freberg della canzone per criticare (e insistere per modificare) la grammatica e l'adeguatezza del testo della canzone.
- Lo stravagante gruppo australiano pop TISM produsse nel 1996 un singolo di successo su River Phoenix e la sua morte, dal titolo (Lui non sarà mai un) Ol' Man River.
- Nel 2004 al 76º Academy Awards, il presentatore Billy Crystal fece una parodia della canzone, con i versi relativi al film  Mystic River ed il suo regista Clint Eastwood.
- Nel cartone animato Daffy Duck i Wise Quackers, Daffy ad un certo punto impersona uno schiavo nero e pronuncia la frase "Tira la chiatta, solleva quella balla!".
- Nella commedia musicale e cinematografica West Side Story, il personaggio Anybodys si riferisce ai Jets, che tengono segreto il nascondiglio di Tony dopo che ha ucciso un uomo, come "un gruppo di Ol' Man Rivers. Devono sapere qualcosa, ma non dicono niente".
- Nell'episodio "Simpsons Tall Tales" nello show televisivo i Simpson, il Dottor Hibbert canta una versione di Ol' Man River, nel ruolo di Tom Sawyer e Huckleberry Finn.
- Nell'episodio "Paura dal Pianeta dei Robot" dello show televisivo Futurama, dopo che il mutante Capitano Leela gli ha chiesto di spostare una pesantissima scatola, il robot Bender risponde: "Sì Miss Leela. Tira la chiatta spaziale! Tira su quella balla spaziale!."
- Nell'episodio "Henny Penny - Straight, No Chaser" nello show televisivo The Golden Girls, Dorothy menziona di aver eseguito Show Boat in una scuola superiore, al che Sophia la incoraggia a riprendere una piccola strofa di Ol 'Man River. Dorothy si impegna cantando "Ti ubriachi un po',/ e finisci in galera..."

## Versi
Dere's an ol' man called de Mississippi

Dat's de ol' man dat I'd like to be

What does he care if de world's got troubles

What does he care if de land ain't free
Ol' Man River, dat Ol' Man River

He mus' know sumpin', but don't say nuthin'

He jes' keeps rollin'

He keeps on rollin' along
He don' plant taters, he don't plant cotton

An' dem dat plants' em is soon forgotten

But Ol' Man River

He jes' keeps rollin' along
You an' me, we sweat an' strain

Body all achin' an' wracked wid pain,

Tote dat barge! Lif' dat bale!

Git a little drunk an' you lands in jail
Ah gits weary an' sick of tryin'

Ah'm tired of livin' an' skeered of dyin'

But Ol' Man River

He jes' keeps rolling' along
Niggers all work on de Mississippi

Niggers all work while de white folks play

Pullin' dose boats from de dawn to sunset

Gittin' no rest till de judgement day
Don't look up an' don't look down

You don' dar'st make de white boss frown

Bend your knees an' bow your head

An' pull dat rope until you're dead)
Let me go 'way from the Mississippi

Let me go 'way from de white man boss
Show me dat stream called de river Jordan

Dat's de ol' stream dat I long to cross
(Ol' Man River, dat Ol' Man River

He mus' know sumpin', but don't say nothin'

He just keeps rollin'

He keeps on rollin' along)
Long, low river

Forever keeps rollin'
(Don' plant taters, he don' plant cotton

And dem dat plants' em is soon forgotten

But Ol' Man River

He jes' keeps rollin' along)
Long low river

Keeps singin' dis song
You an' me, we sweat an' strain

Body all achin' and wracked wid pain

Tote dat barge! Lift dat bale!

Git a little drunk and ya lands in jail
Ah gits weary an' sick o' tryin'

Ah'm tired o livin' an' skeered o' dyin'

But Ol' Man River

He jes' keeps rollin' along!

C'è un vecchio chiamato Mississippi,

e quel vecchio vorrei essere io,

che gliene importa se il mondo è nei guai,

che gliene importa se il paese non è libero
Vecchio Fiume, Vecchio Fiume,

deve sapere qualcosa, però non dice niente

continua solo a scorrere

continua solo a scorrer via
Non pianta patate, non pianta cotone

e quel che si pianta sarà presto dimenticato

ma il Vecchio Fiume,

lui continua solo a scorrere
Tu ed io, sudiamo e fatichiamo

tutto il corpo fa male e è tormentato dal dolore,

tira la chiatta! tira su quella balla!

Ti ubriachi un po' e finisci in galera
Ah, mi sono davvero rotto di provarci,

sono stanco di vivere e ho paura di morire

ma il Vecchio Fiume,

lui continua solo a scorrere
Tutti i negri lavorano sul Mississippi,

tutti i negri lavorano mentre i bianchi giocano

tiriamo quelle barche dall'alba al tramonto

senza riposarci fino al giorno del giudizio
(Non guardiamo su, non guardiamo giù,

non oseresti mai far arrabbiare il boss bianco,

giù in ginocchio e china la testa

e tira quella fune finché non sei morto)
Fammi andare via dal Mississippi

fammi andare via dal boss bianco,
mostrami quel fiume chiamato il Giordano,

quello è il vecchio fiume che vorrei passare)
(Vecchio Fiume, Vecchio Fiume,

deve sapere qualcosa, però non dice niente

continua solo a scorrere,

continua solo a scorrer via)
Vecchio, piatto fiume

che sempre continua a scorrere
(Non pianta patate, non pianta cotone

e quel che si pianta sarà presto dimenticato

ma il Vecchio Fiume,

lui continua solo a scorrere)
Vecchio, piatto fiume

che canta sempre questa canzone
(Tu ed io, sudiamo e fatichiamo

tutto il corpo fa male e è tormentato dal dolore,

tira la chiatta! tira su quella balla!

Ti ubriachi un po' e finisci in galera)
Ah, mi sono davvero rotto di provarci,

sono stanco di vivere e ho paura di morire

ma il Vecchio Fiume,

lui continua solo a scorrere!